# Ablación láser
La ablación láser es un procedimiento que se usa para quitar o extraer el material de la superficie de un sólido (de manera ocasional se puede usar en líquidos) mediante la irradiación de este con un rayo láser. Cuando el flujo de radiación es bajo, la superficie del material se calienta al absorber la energía de los fotones del rayo y sublima, o se evapora. Cuando el flujo de radiación es muy intenso, usualmente, el material se transforma en un plasma. Normalmente, la ablación láser hace referencia a quitar material superficial mediante un pulso de radiación láser, pero también es posible conseguir la ablación del material con un flujo continuo de radiación láser, si la intensidad de esta es lo suficientemente alta.

## Fundamentos
Se puede controlar la cantidad de energía absorbida y, de este modo, la cantidad de material que se puede eliminar por la aplicación de un simple pulso. Esto depende tanto de las propiedades ópticas y termodinámicas del material como de la longitud de onda del láser.
El proceso se lleva a cabo controlando la duración de los pulsos láser, que pueden variar entre unos milisegundos y unos femtosegundos, o controlando la intensidad del flujo. Este control preciso hace que esta técnica sea muy valiosa tanto a nivel de investigación como a nivel industrial.

## Aplicaciones

Longitudes de onda típicas de los láseres comerciales disponibles. Los distintos tipos se muestran en la barra de longitudes de onda. Por encima están los láseres que emiten a una frecuencia fija. Debajo se muestran aquellos que pueden emitir en una banda de longitudes de onda. El color codifica el tipo de material láser (para más detalles observe la descripción que aparece en la figura).

La más simple de las aplicaciones de la ablación láser es la eliminación de una capa superficial de un material mediante un proceso controlado. Ejemplos de este uso son el mecanizado de piezas por láser y el grabado de superficies. Los pulsos láser pueden taladrar orificios extremadamente pequeños y profundos en materiales muy duros. Los pulsos láser de muy corta duración eliminan el material tan rápidamente que el material de alrededor absorbe muy poco calor, por eso el láser puede taladrar materiales muy delicados, como el esmalte dental.
Las capas de la superficie de un material pueden absorber la energía del láser de manera selectiva, de manera particular en metales. De esta manera los pulsos de láseres de CO2 o Nd:YAG se pueden utilizar para limpiar superficies, eliminar pinturas o recubrimientos, o preparar superficies para pintar sin dañar la superficie de abajo. Los láseres de alta potencia limpian un gran mancha con un simple pulso. Los láseres de baja potencia usan muchos pulsos pequeños que pueden escanear un área determinada. Las ventajas son:
- No se usan disolventes. Es un método poco contaminante desde un punto de vista medioambiental con la ventaja añadida que los operarios no se ven expuestos a productos químicos.

- Es relativamente fácil de automatizar, por ejemplo, mediante el uso de robots.

- El coste de operación es más bajo que otras técnicas como el lanzamiento de hielo seco sobre superficies, aunque el capital invertido presente unos costes mucho más altos.

- El proceso es menos abrasivo que otras técnicas, por ejemplo, no se dañan las fibras de carbono insertadas en materiales de tipo composite.

- La posibilidad de evaporar compuestos de elevada complejidad conservando la estequiometría.

- la capacidad de controlar el espesor de la capa con buena precisión, lo que ha permitido trabajar en sistemas de baja dimensionalidad donde se requieren espesores de unas cuantas monocapas.

- La limpieza del proceso debida, por un lado, a que la fuente de energía se encuentra fuera de la cámara de evaporación y, por otro, al bajo nivel de incorporación de impurezas debido a la corta duración del proceso, típicamente, del orden de unos cuantos microsegundos.

- El calor sobre el blanco es mínimo.

Continuamente surgen nuevas aplicaciones de la ablación láser para eliminar materiales de nuevas maneras, que sólo son posibles mediante este procedimiento o muy complicados o dificultosos por otros caminos.
Un ejemplo reciente es la producción de nanotubos de carbono.
En marzo de 1995 Guo y colaboradores fueron los primeros en publicar el uso del láser para ablacionar un bloque de grafito puro y, más tarde, grafito mezclado con metales usados en los procesos de catálisis.
Los metales para catálisis suelen ser elementos tales como el cobalto, niobio, platino, níquel, cobre, o una combinación binaria de estos.
El método ideado por equipo de Guo consiste en las siguientes operaciones: Primero, se prepara un bloque de material formado a partir de una pasta de polvo de grafito, carbón cementado y metal. Posteriormente, la pasta se  hornea durante algunas horas en un molde. Después de la solidificación, se dirige un rayo láser al bloque de grafito situado en un horno a aproximadamente 1200 °C. Al incidir el haz del láser en el grafito, se forman nanotubos de carbono que son transportados por un chorro de gas argón sobre un colector de cobre frío. Como en la técnica del arco eléctrico, los nanotubos de fibras de carbono se depositan arbitrariamente sobre el colector. Los nanotubos de una sola capa se forman a partir del bloque de grafito mezclado con las partículas catalíticas mientras que los nanotubos multicapa se obtenían a partir del grafito puro.
Una variación de este tipo de aplicaciones es el uso de la ablación láser para crear recubrimientos por ablacionado de la capa superficial de una fuente de material, permitiendo el depósito sobre la superficie que va a ser recubierta. Este procedimiento es una variación de la deposición física por vapor, y puede crear recubrimientos de materiales que no pueden ser evaporados, fácilmente, por otros medios. Es la técnica usada para la manufactura de algunos tipos de superconductores de alta temperatura.
La espectroscopia láser remota usa la ablación para crear un plasma de la superficie de un material, de esta manera, la composición de la superficie se puede determinar por el análisis de las longitudes de onda emitidas por el plasma, (su espectro).
La ablación láser se puede usar para transferir impulso a una superficie, desde el material ablacionado aplicando un pulso de alta presión a la superficie de abajo y expandirla. El efecto es similar a golpear la superficie con un martillo. Este proceso se usa en la industria para endurecer las superficies, y es el mecanismo de destrucción que usan las armas láser. Es también la base de la propulsión a partir de los pulsos láser para naves espaciales.
Actualmente, noviembre de 2009, se está desarrollando, en el Reino Unido la ablación láser para guardar los diseños confidenciales que se usarán en la manufactura y fabricación de microprocesadores y semiconductores electrónicos. La razón se debe a que se reduce enormemente la posibilidad de infracciones de copia.
La ablación con láser pulsado de emisión en la región espectral del ultravioleta (UV) permite la eliminación selectiva de capas superficiales de material polímero utilizado como recubrimiento en distintos tipos de objetos y superficies artísticas.
Mediante una selección cuidadosa de los parámetros láser (fluencia, longitud de onda, número y duración de los pulsos láser), se pueden eliminar capas de material degradado asegurando una penetración mínima de la luz láser hacia el interior del sustrato y por tanto una contribución mínima de los efectos térmicos o fotoquímicos. En la ablación láser se evita el contacto físico entre la herramienta de limpieza y el substrato pudiendo conseguirse un decapado de hasta 0.1 mm por pulso con resolución lateral del orden de 50 mm, lo que permite un control muy preciso de la cantidad de material eliminado.
La limpieza con láser UV es un método eficiente y seguro, especialmente cuando se aplica simultáneamente con técnicas de diagnóstico en línea, como por, ejemplo, la técnica LIBS (Laser Induced Breakdown Spectroscopy).
La ablación láser también se puede usar en aplicaciones de carácter biológico como la destrucción de nervios y otros tejidos. Por ejemplo,  sobre una especie de caracoles de los lagos, Helisoma trivolvis, se ha podido llevar a cabo la ablación de neuronas sensoras, cuando el caracol es todavía un embrión, para impedir el uso de esos nervios.